# ملعب قناة السويس
ملعب قناة السويس هو ملعب متعدد الاستخدامات يقع في مدينة الإسماعيلية في مصر . و هو يستخدم غالبا في مباريات كرة القدم حيث يستضيف مباريات العودة لنادي القناة . و يتسع الملعب لحوالى من 45,000 متفرج.[بحاجة لمصدر]